# Urmărirea punctului de putere maximă

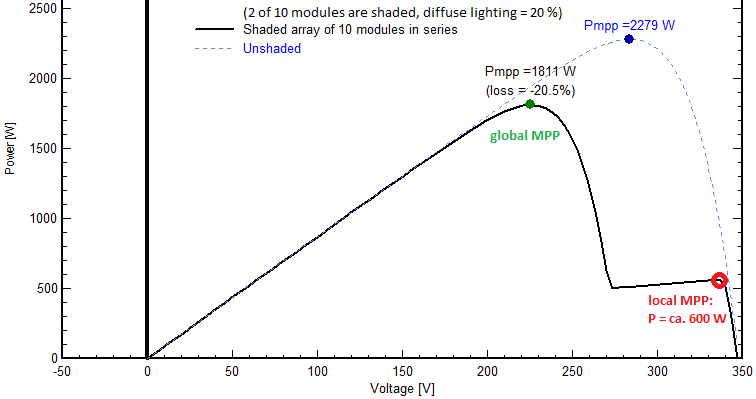
Curba de putere/ tensiune a unui sistem fotovoltaic parțial umbrit, cu MPP local și global marcate

Urmărirea punctului de putere maximă (en. MPPT), sau uneori doar urmărirea punctului de putere (en. PPT), este o tehnică utilizată la sursele de putere variabilă pentru a maximiza extracția de energie pe măsură ce condițiile variază. Tehnica este utilizată cel mai frecvent cu sistemele solare fotovoltaice (en. PV), dar poate fi folosită și la turbinele eoliene, transmisia optică a energiei și termofotovoltaice.
Sistemele solare fotovoltaice au diverse relații cu sisteme de invertoare, rețele externe, bănci de baterii și alte sarcini electrice. Problema principală abordată de MPPT este aceea că eficiența transferului de energie de la celula solară depinde de fluxul luminii solare disponibile, de umbrire, de temperatura panoului solar și de caracteristicile electrice ale sarcinii. Când aceste condiții variază, se schimbă și caracteristica de sarcină (impedanța) care dă cel mai bun transfer de putere. Sistemul este optimizat atunci când caracteristica de sarcină se modifică pentru a menține transferul de putere la cea mai mare eficiență. Această caracteristică de sarcină optimă se numește punctul de putere maximă (MPP). MPPT este procesul de ajustare a caracteristicii sarcinii pe măsură ce condițiile se modifică. Circuitele pot fi proiectate să prezinte sarcini optime celulelor fotovoltaice și apoi să convertească tensiunea, curentul sau frecvența pentru a se potrivi cu alte dispozitive sau sisteme.
Relația neliniară a celulelor solare între temperatură și rezistența totală poate fi analizată pe baza curbei curent-tensiune (I-V) și a curbelor putere-tensiune (P-V). MPPT măsoară ieșirea celulei și aplică rezistența (sarcina) corespunzătoare pentru a obține puterea maximă. Dispozitivele MPPT sunt de obicei integrate într-un sistem de conversie a energiei electrice care asigură conversia tensiunii sau curentului, filtrarea și reglarea pentru alimentarea diferitelor sarcini, inclusiv rețele electrice, baterii sau motoare. Invertoarele solare convertesc curentul continuu în curent alternativ și pot include MPPT.
Puterea la MPP (Pmpp) este produsul dintre tensiunea MPP (Vmpp) și curentul MPP (Impp).
În general, curba P-V a unui ansamblu solar parțial umbrit poate avea mai multe vârfuri, iar unii algoritmi pot rămâne blocați la un maxim local, mai degrabă decât la maximul global al curbei.

## Descriere

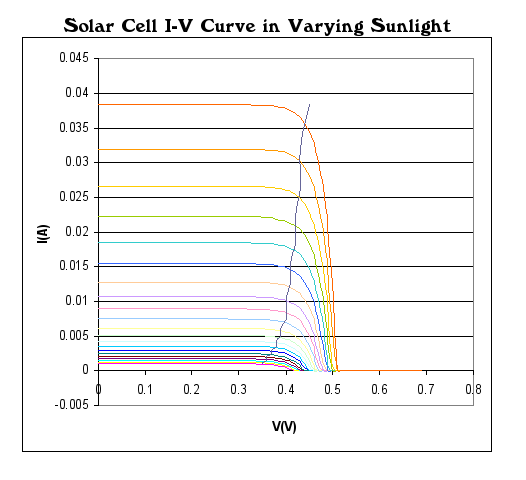
Curbe I-V ale celulei solare fotovoltaice în care o linie intersectează genunchiul curbelor acolo unde este situat punctul de transfer maxim al puterii.

Celulele fotovoltaice au o relație complexă între mediul lor de funcționare și puterea pe care o produc. Curba I-V neliniară caracteristică unei celule date în condiții specifice de temperatură și insolație poate fi caracterizată funcțional printr-un factor de umplere (en. FF). Factorul de umplere este definit ca raportul dintre puterea maximă de la celulă și produsul dintre tensiunea de circuit deschis Voc curentul de scurtcircuit Isc. Datele tabulate sunt folosite pentru a estima puterea maximă pe care o poate furniza o celulă cu o sarcină optimă în condiții date:
{\displaystyle P=FF\,V_{oc}I_{sc}}
De cele mai multe ori, valorile FF, Voc și Isc sunt informații suficiente pentru a oferi o idee utilă despre comportamentul electric al celulei în condiții tipice.
Pentru orice set dat de condiții, celulele au un singur punct de funcționare în care valorile curentului (I) și tensiunii (V) celulei permit putere maximă de ieșire. Aceste valori corespund unei anumite rezistențe de sarcină, care este egală cu V/I așa cum este specificat de legea lui Ohm. Puterea P este dată de P=V*I.
Pentru cea mai mare parte a curbei sale utile, o celulă fotovoltaică acționează ca o sursă de curent constant. Cu toate acestea, în regiunea MPP a celulei fotovoltaice, curba acesteia are o relație exponențială aproximativ inversă între curent și tensiune. Din teoria de bază a circuitelor, puterea furnizată unui dispozitiv este optimizată (MPP) acolo unde derivata (grafic, panta) dI/dV a curbei I-V este egală și opusă raportului I/V (unde dP/dV = 0) și corespunde „genunchiului” curbei.
O sarcină cu rezistența R=V/I egală cu inversul acestei valori atrage puterea maximă din dispozitiv. Aceasta este uneori numită „rezistența caracteristică” a celulei. Aceasta este o cantitate dinamică care se modifică în funcție de nivelul de iluminare, precum și de alți factori, cum ar fi temperatura și starea celulei. Rezistența mai mică sau mai mare reduce puterea de ieșire. Sistemele de urmărire a punctului de putere maximă utilizează circuite de control sau logice pentru a identifica acest punct.

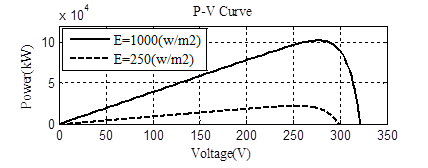
Curba putere-tensiune (P-V)

Când este disponibilă o curbă completă putere-tensiune (P-V), atunci punctul de putere maximă poate fi obținut folosind o metodă dihotomică.

## Implementare
Atunci când o sarcină este conectată direct la celulă, punctul de funcționare al panoului este rar la puterea de vârf. Impedanța văzută de panou determină punctul său de funcționare. Setarea corectă a impedanței conduce la obținerea puterii de vârf. Deoarece panourile sunt dispozitive de CC, convertoarele CC-CC transformă impedanța unui circuit (sursă) în celălalt circuit (sarcină). Schimbarea raportului de funcționare al convertorului CC-CC modifică impedanța (raportul de lucru) văzut de celulă. Curba I-V a panoului poate fi afectată mult de condițiile atmosferice, ca iradierea și temperatura.
Algoritmii MPPT măsoară frecvent tensiunile și curenții panoului, apoi ajustează raportul de funcționare în consecință. Microcontrolerele implementează algoritmii. Implementările moderne folosesc adesea computere mai sofisticate pentru analiză și prognoza încărcării.

## Clasificare
Controlerele pot urma mai multe strategii pentru a optimiza puterea de ieșire. MPPT-urile pot comuta între mai mulți algoritmi de optimizare, după cum o impun condițiile.

### Perturbare și observare
În această metodă, controlerul ajustează tensiunea de la ansamblu cu o cantitate mică și măsoară puterea; dacă puterea crește, se încearcă și alte ajustări în aceeași direcție până când puterea nu mai crește. Aceasta se numește perturbare și observare (en. P&O) și este cea mai comună, deși această metodă poate determina oscilații ale puterii de ieșire. De asemenea, este denumită o metodă de urcare, deoarece depinde de creșterea curbei putere-tensiune sub punctul de putere maximă și de scăderea curbei deasupra acestui punct. Perturbare și observare este metoda cea mai frecvent utilizată datorită ușurinței de implementare. Metoda de perturbare și observare poate avea ca rezultat o eficiență de cel mai înalt nivel, cu condiția să fie adoptată o strategie adecvată de urcare predictivă și adaptativă.

### Conductanță incrementală
În această metodă, controlerul măsoară modificările incrementale ale curentului și tensiunii pentru a prezice efectul unei modificări de tensiune. Această metodă necesită mai multe calcule în controler, dar poate urmări condițiile în schimbare mai rapid decât P&O. Puterea de ieșire nu oscilează. Utilizează conductanța incrementală ({\displaystyle dI/dV}) a ansamblului fotovoltaic pentru a calcula semnul modificării puterii în raport cu tensiunea ({\displaystyle dP/dV}). Metoda conductanței incrementale calculează MPP prin compararea conductanței incrementale ({\displaystyle I_{\Delta }/V_{\Delta }}) cu conductanța ansamblului ({\displaystyle I/V}). Când acestea două sunt la fel ({\displaystyle I/V=I_{\Delta }/V_{\Delta }}), tensiunea de ieșire este tensiunea MPP. Controlerul menține această tensiune până când iradierea se schimbă și procesul este repetat.
Metoda conductanței incrementale se bazează pe observația că la punctul de putere maximă, {\displaystyle dP/dV=0}, și că {\displaystyle P=I*V}. Curentul de la ansamblu poate fi exprimat în funcție de tensiune:
{\displaystyle P=I(V)V}
Prin urmare, {\displaystyle dP/dV=VdI/dV+I(V)}. Setarea acestuia egal cu zero produce: {\displaystyle dI/dV=-I(V)/V}. MPP este atins atunci când conductanța incrementală este egală cu negativul conductanței instantanee. Caracteristica curbei putere-tensiune arată că: atunci când tensiunea este mai mică decât MPP, {\displaystyle dP/dV>0}, și {\displaystyle dI/dV>-I/V}; iar când tensiunea este mai mare decât MPP, {\displaystyle dP/dV<0} sau {\displaystyle dI/dV<-I/V}. Astfel, un urmăritor poate ști unde se află pe curba putere-tensiune calculând relația dintre schimbarea curent/ tensiune și tensiunea curentă în sine.

### Baleiaj de curent
Metoda baleierii curentului folosește o formă de undă de baleiaj pentru curentul ansamblului astfel încât caracteristica I-V a ansamblului PV este obținută și actualizată la intervale de timp fixate. Tensiunea MPP poate fi apoi calculată din curba caracteristică la aceleași intervale.

### Tensiune constantă
Printre metodele cu tensiune constantă se numără una în care tensiunea de ieșire este reglată la o valoare constantă în toate condițiile și una în care tensiunea de ieșire este reglată pe baza unui raport constant cu tensiunea măsurată în circuit deschis ({\displaystyle V_{OC}}). Această din urmă tehnică poate fi, de asemenea, denumită metoda cu „tensiune deschisă”. Dacă tensiunea de ieșire este menținută constantă, nu există nicio încercare de urmărire a MPP, deci nu este strict o tehnică MPPT, deși funcționează în cazurile în care urmărirea MPP tinde să eșueze și, prin urmare, este uneori folosită suplimentar. În metoda tensiunii deschise, livrarea energiei este întreruptă momentan și se măsoară tensiunea în circuit deschis cu curent zero. Controlerul reia apoi funcționarea cu tensiunea controlată într-un raport fix, cum ar fi 0,76, al tensiunii în circuit deschis {\displaystyle V_{OC}}. Aceasta este de obicei o valoare care a fost predeterminată a fi MPP, fie empiric, fie pe baza modelării, pentru condițiile de funcționare așteptate. Punctul de operare al ansamblului este astfel menținut aproape de MPP prin reglarea tensiunii ansamblului și potrivirea acesteia cu tensiunea de referință fixă {\displaystyle V_{ref}=kV_{OC}}. Valoarea {\displaystyle V_{ref}} poate fi aleasă astfel încât să ofere performanțe optime în raport cu alți factori, precum și MPP, dar ideea centrală este aceea că {\displaystyle V_{ref}} este determinată în raport de {\displaystyle V_{OC}}. Una dintre aproximările inerente metodei este că raportul dintre tensiunea MPP și {\displaystyle V_{OC}} este doar aproximativ constant, deci lasă loc pentru o posibilă optimizare ulterioară.

### Metoda temperaturii
Această metodă estimează tensiunea MPP ({\displaystyle V_{mpp}}) prin măsurarea temperaturii modulului solar și compararea acesteia cu o valoare de referință. Deoarece modificările nivelurilor de iradiere au un efect neglijabil asupra tensiunii MPP, influențele acesteia pot fi ignorate - se presupune că tensiunea variază liniar cu temperatura.
Acest algoritm calculează următoarea ecuație:
{\displaystyle V_{mpp}(T)=V_{mpp}(T_{ref})+u_{V_{mpp}}(T-T_{ref})},
unde:
{\displaystyle V_{mpp}} este tensiunea la punctul de putere maximă pentru o anumită temperatură;
{\displaystyle T_{ref}} este o temperatura de referință;
{\displaystyle T} este temperatura măsurată;
{\displaystyle u_{V_{mpp}}} este coeficientul de temperatură al {\displaystyle V_{mpp}} (disponibil în fișa tehnică).

#### Avantaje
- Simplitate: Acest algoritm rezolvă o ecuație liniară. Prin urmare, necesită puține calcule.
- Poate fi implementat ca circuit analog sau digital.
- Deoarece temperatura variază lent în timp, oscilația și instabilitatea nu sunt factori.
- Cost redus: senzorii de temperatură sunt de obicei ieftini.
- Robust împotriva zgomotului.

#### Dezavantaje
- Eroarea de estimare ar putea să nu fie neglijabilă pentru niveluri scăzute de iradiere (de exemplu, sub 200 W/m 2).

### Compararea metodelor
Atât metoda P&O, cât și conductanța incrementală sunt exemple de metode de „urcare” care pot găsi maximul local al curbei de putere pentru starea de funcționare a ansamblului și, astfel, oferă un MPP adevărat.
Metoda P&O produce oscilații de ieșire a puterii în jurul punctului de putere maximă chiar și în condiții de iradiere stabile.
Metoda conductanței incrementale poate determina punctul de putere maximă fără a oscila. Poate efectua MPPT în condiții de iradiere care variază rapid, cu o precizie mai mare decât P&O. Cu toate acestea, această metodă poate produce și oscilații și poate funcționa neregulat în condiții atmosferice care se schimbă rapid. Frecvența de măsurare este scăzută datorită complexității mai mari a algoritmului în comparație cu P&O.
În metoda raportului de tensiune constantă (sau „tensiune deschisă”), energia poate fi pierdută în timpul în care curentul este setat la zero. Aproximația raportului {\displaystyle V_{MPP}/V_{OC}} de 76 % nu este neapărat exactă. Deși simplu și ieftin de implementat, întreruperile reduc eficiența ansamblului și nu asigură găsirea MPP-ului real. Cu toate acestea, eficiența unor sisteme poate atinge peste 95 %.

## Plasarea
Invertoarele solare tradiționale efectuează urmărirea punctului de putere maximă (MPPT) pentru întreagul ansamblu. În astfel de sisteme, același curent, dictat de invertor, circulă prin toate modulele din șir (serie). Deoarece module diferite au curbe I-V diferite și MPP-uri diferite (datorită toleranței de fabricație, umbririi parțiale, etc.), în această arhitectură înseamnă că unele module vor avea performanțe sub MPP-ul lor, scăzând eficiența.
MPPT-urile pot fi implementate și pentru module individuale, permițând fiecăruia să funcționeze la eficiență maximă în condiții de umbrire neuniformă, murdărie sau nepotrivire electrică.

## Funcționare cu baterie
În timpul nopții, un sistem PV neconectat la rețea poate folosi baterii pentru a alimenta sarcinile. Deși tensiunea acumulatorului complet încărcat poate fi aproape de tensiunea MPP a panoului fotovoltaic, este puțin probabil ca acest lucru să fie adevărat la răsăritul soarelui, când bateria este parțial descărcată. Încărcarea poate începe la o tensiune considerabil sub tensiunea MPP a panoului fotovoltaic, iar un MPPT poate rezolva această nepotrivire.
Dacă bateriile sunt complet încărcate și producția fotovoltaică depășește sarcinile locale, un MPPT nu mai poate opera panoul la MPP-ul său, deoarece puterea în exces nu are nicio sarcină care s-o absoarbă. MPPT-ul trebuie apoi să mute punctul de operare al panoului fotovoltaic departe de punctul de vârf de putere până când producția corespunde cererii. (O abordare alternativă folosită în mod obișnuit în navele spațiale este de a devia surplusul de energie fotovoltaică într-o sarcină rezistivă, permițând panoului să funcționeze continuu la punctul său de putere maximă pentru a menține panoul cât mai rece posibil.)
Într-un sistem conectat la rețea, toată puterea livrată de modulele solare este trimisă la rețea. MPPT-ul într-un sistem conectat la rețea încearcă întotdeauna să funcționeze la MPP.